# Association sportive Marck
 (juillet 2017).
Si vous disposez d'ouvrages ou d'articles de référence ou si vous connaissez des sites web de qualité traitant du thème abordé ici, merci de compléter l'article en donnant les références utiles à sa vérifiabilité et en les liant à la section « Notes et références ».
L'Association sportive Marck est un club français de football basé à Marck,. L'AS Marck évolue en 2016-2017 et finit 14e du Championnat de France Amateurs 2 (D5), et évoluera en DH la saison 2017-2018. L'équipe première évolue au stade Jean-Claude-Agneray, un stade d'une capacité de 300 place assises et 700 places debout, du nom du maire de la ville de mars 1989 à avril 1989. L'équipe réserve évolue en DHR.

## Historique
Le club a connu une montée fulgurante durant les années 2000 et une descente tout aussi fulgurante :
- 2021/2022 : Le club essaye toujours de monter mais stagne en Régional 1
- 2012/2013 : Le club évolue en DH
- 2011/2012 ; Le club évolue en CFA2, termine 14e et est relégué en DH
- 2010/2011 : Le club évolue en CFA2 (5e division) groupe A
- 2009/2010 : Le club évolue en CFA (4e division) et termine 18e du groupe A
- 2006/2009 : Le club évolue en CFA2 (5e division)
- 2005/2006 : L'AS Marck est sacré champion de DH

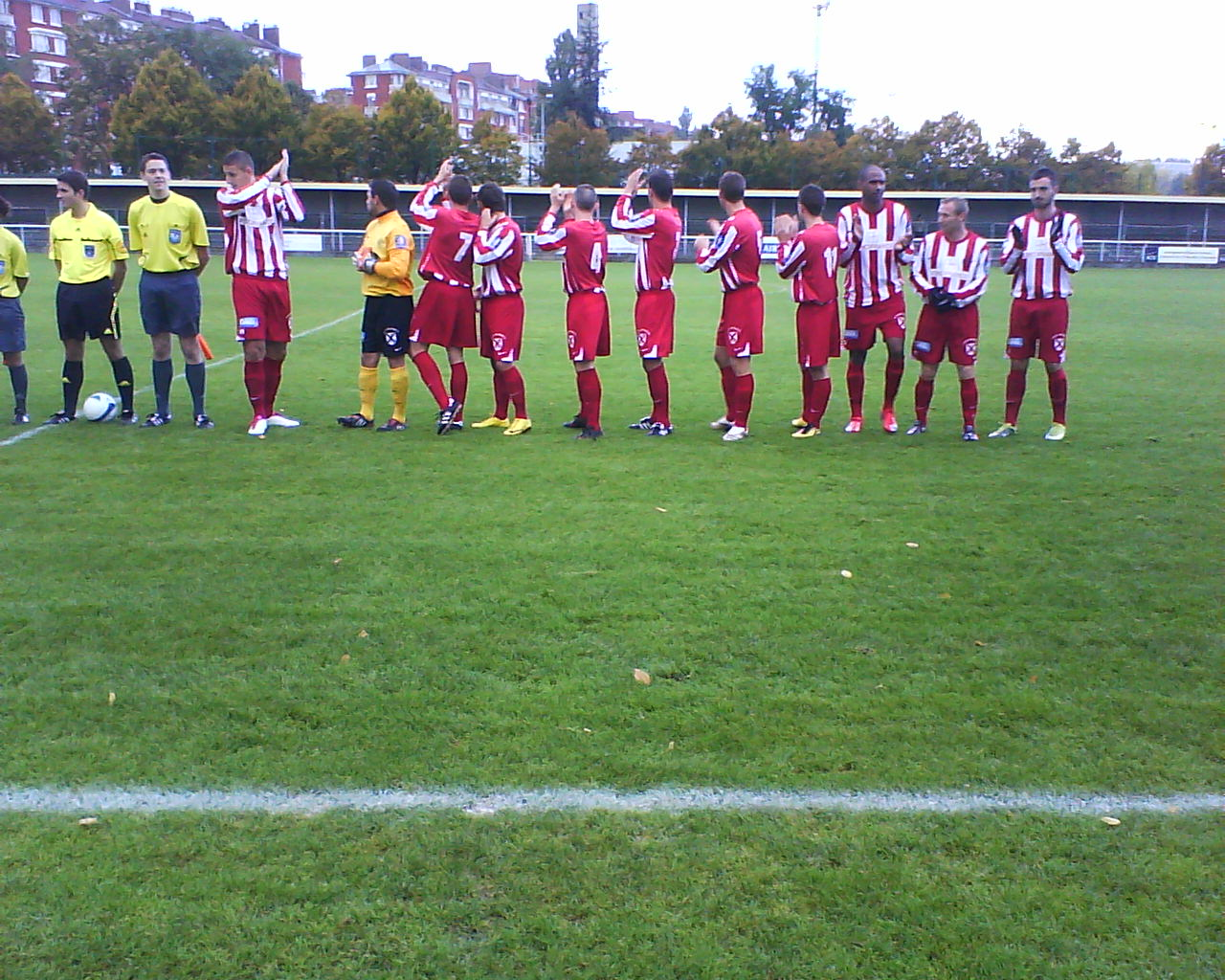
Présentation de l'équipe au stade Déjerine lors du match contre Paris FC B du 24 octobre 2010

- 2004/2005 : Le club évolue en DH (élite régionale)
- 2003/2004 : L'AS Marck est sacré champion de PH (2e niveau de ligue)
- 2002/2003 : L'AS Marck est sacré champion d'Interrégionale (3e niveau de ligue)